# Angela Fiedler
Angela Fiedler (* 12. April 1952 in Lüneburg; † 14. Dezember 2007 in Berlin) war eine deutsche Ökonomin und Professorin für Volkswirtschaftslehre im Fachbereich Wirtschaftswissenschaften I der Fachhochschule für Technik und Wirtschaft in Berlin. Ihre Arbeitsthemen waren Ökonomie und Geschlechterverhältnisse, insbesondere Gender-Analysen in ökonomischen Politikfeldern.
Angela Fiedler studierte an der Universität Münster und an der TU Berlin und promovierte 1990 an der FU Berlin.
Sie war seit 1996 Professorin für Volkswirtschaftslehre an der Fachhochschule für Technik und Wirtschaft in Berlin, die später in Hochschule für Technik und Wirtschaft Berlin (HTW Berlin) umbenannt wurde. Angela Fiedler war 1998 Mitbegründerin des FHTW-Frauenbeirats.
Zusammen mit Friederike Maier, der Direktorin des Harriet Taylor Mill-Instituts an der HWR Berlin initiierte sie 1999 das Ökonominnen-Netzwerk efas - economics, feminism and science, das 2000 offiziell gegründet wurde. Dem Netzwerk gehören über 240 Wissenschaftlerinnen an. Es soll sowohl geschlechtsbezogene Forschungen und Lehrangebote in der Ökonomie fördern als auch der Vernetzung und Unterstützung von Wirtschaftswissenschaftlerinnen, besonders auch Nachwuchswissenschaftlerinnen, dienen.
Angela Fiedler starb im Dezember 2007 an einer schweren Krankheit. Sie leitete bis zu diesem Zeitpunkt die Geschäftsstelle des efas. Nach Angela Fiedler wurde der seit 2008 jährlich ausgeschriebene efas-Nachwuchsförderpreis benannt. In ihrem Sinn richtet sich der efas-Nachwuchsförderpreis an Nachwuchswissenschaftlerinnen, die eine herausragende Abschlussarbeit mit wirtschaftswissenschaftlichem Bezug und einem Schwerpunkt auf Frauen- und Geschlechterforschung verfasst haben.

## Publikationen
- Friederike Maier, Angela Fiedler (Hrsg.): Verfestigte Schieflagen – Ökonomische Analysen zum Geschlechterverhältnis. 2008.
- Friederike Maier, Angela Fiedler (Hrsg.): Gender Matters – Feministische Analysen zur Wirtschafts- und Sozialpolitik. fhw-forschung Band 42/43, edition sigma, Berlin 2002.
- Ulla Regenhard, Angela Fiedler: Frauenlöhne: Resultat rationalen Optimierungsverhaltens? In: Ulla Regenhard, Feiderike Maier, Andrea-Hilla Carl (Hrsg.): Ökonomische Theorien und Geschlechterverhältnis. Der männliche Blick der Wirtschaftswissenschaft. Fhw-Forschung, Band 23/24, edition sigma, Berlin 1994.
- Angela Fiedler: Zum Stellenwert sozialorganisatorischer Komponenten im Einführungsprozess rechnerintegrierter Produktionssysteme. 1991.
- Angela Fiedler: Analyse der kinderstomatologischen Betreuung einer Grossstadtpopulation. 1991.
- Angela Fiedler: Mit CIM in die Fabrik der Zukunft? Westdeutscher Verlag, Opladen 1991.
- Angela Fiedler: Das Arbeitseinkommen der Frauen. Berlin-Verlag Spitz, Berlin 1987.